# Jin-dynastiet (265-420)
 For alternative betydninger, se Jin-dynastiet. (Se også artikler, som begynder med Jin-dynastiet)
Jin-dynastiet (forenklet kinesisk: 晋朝; traditionelt kinesisk: 晉朝; pinyin: Jìn Cháo) var et dynasti i Kinas historie, i perioden fra 265 til 420. Dynastiets historie er opdelt i to epoker, hvoraf den første er historien om Det vestlige Jin-dynasti (西晉, 265–316) and den anden omfatter Det østlige Jin-dynasti (東晉, 317–420). Det vestlige Jin blev grundlagt af Sima Yan (Kejser Wu), med hovedstad i Luoyang, og det østlige af Sima Rui (kejser Yuan) med hovedstad i Jiankang (det nuværende Nanjing). De to epoker under ét omtales også af historikerne som Liang Jin (兩晉; "To Jin") eller Sima Jin (司馬晉) (efter klannavnet Sima). Dette gøres for at skelne mellem dette Jin-dynasti og andre dynastier, som skrives med samme kinesiske tegn, for eksempel "Det senere Jin-dynasti" (後晉; pinyin: Hòu Jìn) fra 936 - 947 e. Kr.

## Grundlæggelse
Sima-klanen var oprindeligt underlagt Wei-dynastiet, og klanens magt voksede i denne periode. Kina var på den tid delt i tre riger: Wei, Shu og Wu. Wei-riget var på papiret det stærkeste af de tre, men i realiteten havde kejseren kun nominel magt. Den egentlige magt lå hos aristokratiet, i form af klaner, der ejede store landområder og rådede over borganlæg og private hære. Det var også klanerne fra Wei-riget, der stod i spidsen for erobringen af Shu-riget i 263. Sima-klanen var den vigtigste af dem, og i 265 tvang de kejser Yuán Di til at abdicere. Dermed ophørte Wei-dynastiet og klanlederen Sima Yan tog selv kejsertitlen under navnet Wu og grundlagde Jin-dynastiet.

## Det vestlige Jin
Det nye dynasti var helt anderledes slagkraftigt end det gamle, og dets første store projekt var erobringen af Wu-riget, der blandt andet omfattede store landområder syd for Yangtze-floden. Dette område havde oprindeligt været beboet af ikke-kinesiske stammer, men kom under stærk kinesisk påvirkning, og den blev intensiveret, da kejser Wu erobrede Wu-riget i 280 og dermed kom til at regere over hele Kina. Da kejser Wu døde i 290, blev han efterfulgt af sin søn, kejser Hu. Riget blev med det samme kastet ud i borgerkrig, og den nordlige del af landet blev udsat for invasioner fra omkringboende nomadestammer, og den gamle hovedstad Luoyang gik tabt i 311. Regeringen flyttede derpå til Chang'an, men den blev ligeledes erobret af de invaderende stammer i 316. De ledende klaner fra området flygtede sydpå og bosatte sig i Wu-rigets gamle hovedstad Janye (ved det nuværende Nanjing), som blev omdøbt til Jiankang. Det oprindelige Jin-rige gik dermed under i 316, og det nordlige Kina blev splittet i det, der omtales som "de 16 kongedømmer".

## Det østlige Jin
Fra 317 var Jin-riget baseret i Jiankang, og endnu et medlem af Sima-klanen blev udråbt til kejser, under navnet Yuan. Hans rige omtales som det østlige Jin, men omfattede i realiteten hele det sydlige Kina. På trods af det store landområde var kejserriget svagt, idet de ledende klaner rivaliserede voldsomt og ikke tillod nogen form for centraliseret styre. Efter endnu en runde borgerkrige afsatte generalen Liu Yu den sidste Jin-kejser, Gong, i 420, og dermed ophørte Jin-dynastiet.

## Jin keramik
Jin-dynastiet er kendt for sit porcelæn, der både omtales som Yue og som celadon, fordi det ofte har grønlige nuancer. Keramikken har ofte motiver med dyr eller buddhistiske symboler.
Eksempler på Yue keramik kan også ses på den permanente udstilling på Musée Guimet i Paris.
- Pixiu (eller Bixie), et løveagtigt fabeldyr, fra Det vestlige Jin.
- Skål med buddhistiske figurer, fra Det vestlige Jin.
- Celadon kande, fra Det østlige Jin.
- Krukke med brune pletter, fra Det østlige Jin.

## Liste over kejsere
| Posthumt navn                               | Familienavn og fornavn | Regeringstid | Æra-navne og tidsrum |
| ------------------------------------------- | ---------------------- | ------------ | --- |
| Kinesisk skik: "Jin" + posthumt navn + "di" |                        |              | |
| Vestlige Jin dynasti 265–316                |                        |              | |
| Wu Di                                       | Sima Yan               | 266–290      | - Taishi 266–274 - Xianning 275–280 - Taikang 280–289 - Taixi 28. januar 290 – 17. maj 290 |
| Hui Di                                      | Sima Zhong             | 290–307      | - Yongxi 17. maj 290 – 15. februar 291 - Yongping 16. februar – 23. april 291 - Yuankang 24. april 291 – 6. februar 300 - Yongkang 7. februar 300 – 3. februar 301 - Yongning 1. juni 301 – 4. januar 303 - Taian 5. januar 303 – 21. februar 304 - Yongan 22. februar – 15. august 304; 25. december 304 – 3. februar 305 - Jianwu 16. august – 24. december 304 - Yongxing 4. februar 305 – 12. juli 306 - Guangxi 13. juli 306 – 19. februar 307 |
| intet                                       | Sima Lun               | 301          | - Jianshi 3. februar – 1. juni 301 |
| Huai Di                                     | Sima Chi               | 307–311      | - Yongjia 307 – 313 |
| Min Di                                      | Sima Ye                | 313–316      | - Jianxing 313–317 |
| Østlige Jin dynasti 317–420                 |                        |              | |
| Yuan Di                                     | Sima Rui               | 317–323      | - Jianwu 317–318 - Taixing 318–322 - Yongchang 322–323 |
| Ming Di                                     | Sima Shao              | 323–325      | - Taining 323–326 |
| Cheng Di                                    | Sima Yan               | 325–342      | - Xianhe 326–335 - Xiankang 335–342 |
| Kang Di                                     | Sima Yue               | 342–344      | - Jianyuan 343–344 |
| Mu Di                                       | Sima Dan               | 344–361      | - Yonghe 345–357 - Shengping 357–361 |
| Ai Di                                       | Sima Pi                | 361–365      | - Longhe 362–363 - Xingning 363–365 |
| Fei Di                                      | Sima Yi                | 365–372      | - Taihe 365–372 |
| Jianwen Di                                  | Sima Yu                | 372          | - Xianan 372–373 |
| Xiaowu Di                                   | Sima Yao               | 372–396      | - Ningkang 373–375 - Taiyuan 376–396 |
| An Di                                       | Sima Dezong            | 396–419      | - Longan 397–402 - Yuanxing 402–405 - Yixi 405–419 |
| Gong Di                                     | Sima Dewen             | 419–420      | - Yuanxi 419–420 |